# Zbrodnia w Błyszczance
Zbrodnia w Błyszczance – zbrodnia popełniona w nocy z 15 na 16 stycznia 1945 roku przez oddział Ukraińskiej Powstańczej Armii na polskich mieszkańcach wsi Błyszczanka, położonej w powiecie zaleszczyckim województwa tarnopolskiego, podczas sowieckiej okupacji tych ziem. W wyniku tego ataku zginęło od 60 do 68 Polaków.
Błyszczanka była wsią o zdecydowanej większości ludności ukraińskiej; domy polskie były rozproszone pomiędzy ukraińskimi. Według wspomnień zgromadzonych przez Stowarzyszenie Upamiętnienia Ofiar Zbrodni Ukraińskich Nacjonalistów we Wrocławiu, masowe zabójstwa Polaków w Błyszczance nastąpiły w nocy z 15 na 16 stycznia 1945 roku przy udziale miejscowych przewodników. Ukraińscy sąsiedzi nakłaniali Polaków do otwarcia drzwi, po czym do chat wchodzili upowcy i dokonywali egzekucji bez względu na płeć i wiek ofiar przy użyciu siekier i noży. Broni palnej używano tylko wobec uciekających. W ten sposób zabito według różnych źródeł od 60 do 68 Polaków.